# Mikkel Eskil Mikkelsen
Mikkel Eskil Mikkelsen, född 22 april 1989, död 13 februari 2025, var en norsk-samisk politiker som representerade 
Norske Samers Riksforbund i  Sametinget. Han var medlem av Sametingsrådet 2017–2024.
Mikkelsen studerade till kyrkomusiker vid Norges teknisk-naturvetenskapliga universitet och hade en masterexamen i musikvetenskap från Universitetet i Oslo. Han studerade lulesamiska och arbetade som kantor i Tysfjord. 
Vid valet år 2017 blev han tillsammans med Runar Myrnes Balto och Anne Henriette Reinås Nilut en av de tre första öppet homosexuella ledamöterna i Sametinget. Mikkelsen ledde arbetet med Sametingets första HBTQ-plan.